# Либерия на летних Олимпийских играх 1964
Либерия принимала участие в Летних Олимпийских играх 1964 года в Токио (Япония) в третий раз за свою историю, но не завоевала ни одной медали. Сборную страны представлял единственный спортсмен — легкоатлет Уэсли Джонсон, выступивший в двух видах программы.

## Результаты

### Лёгкая атлетика
Мужчины
| Спортсмен     | Дисциплина | Первый раунд | Первый раунд | Первый раунд | Четвертьфинал        | Четвертьфинал        | Четвертьфинал        | Полуфинал            | Полуфинал            | Полуфинал            | Финал                | Финал                |
| Спортсмен     | Дисциплина | Результат    | Место        | Итог         | Результат            | Место                | Итог                 | Результат            | Место                | Итог                 | Результат            | Место                |
| ------------- | ---------- | ------------ | ------------ | ------------ | -------------------- | -------------------- | -------------------- | -------------------- | -------------------- | -------------------- | -------------------- | -------------------- |
| Уэсли Джонсон | 100 м      | DNF          | DNF          | DNF          | Завершил выступления | Завершил выступления | Завершил выступления | Завершил выступления | Завершил выступления | Завершил выступления | Завершил выступления | Завершил выступления |
| Уэсли Джонсон | 200 м      | 24,7         | 6            | 56           | Завершил выступления | Завершил выступления | Завершил выступления | Завершил выступления | Завершил выступления | Завершил выступления | Завершил выступления | Завершил выступления |